# Турецко-персидская война (1730—1736)
Турецко-персидская война 1730—1736 годов — боевые действия между Османской империей и силами Надир-хана.

## Предыстория
В 1721 году в Персию с востока вторглись афганские племена гильзаев, которые в следующем году взяли персидскую столицу Исфахан. Вождь афганцев Мир Махмуд провозгласил себя новым шахом, однако большинство персидских провинций этого не признало. Сын Султан Хусейна — Тахмасп — бежал на север и там провозгласил шахом себя. Его опорой стали Азербайджан и прикаспийские провинции.
Тахмасп обратился за помощью к России, обещая взамен уступку северных провинций. Русские войска предприняли поход в Закавказье. Османская империя воспользовалась ситуацией и также вторглась в Персию. Мир Ашраф, сменивший в 1725 году на престоле Мир Махмуда, был вынужден заключить в 1727 году Хамаданский договор, по которому фактически признал себя вассалом султана и передал Османской империи весь западный и северный Иран, включая округ, в котором сегодня находится Тегеран.
В 1726 году на службу к Тахмаспу II поступил Надир из кызылбашского племени афшар, и был назначен наместником Хорасана. Надир принял титул Тахмасп-кули хан («Хан — раб Тахмаспа»), тем самым демонстрируя преданность сефевидскому шаху. В 1729 году Надир нанёс решительное поражение Мир Ашрафу, несмотря на помощь последнему со стороны Османской империи; Мир Ашраф погиб во время бегства.

## Ход событий
Разобравшись с афганскими претендентами на трон, Надир двинулся против османов. Создав сильную армию, он двинулся на северо-запад, захватил Тебриз и одержал ряд серьёзных побед. Однако, пока Надир воевал в Хорасане, Тахмасп II подписал новый унизительный мир с турками. Тогда Надир сверг Тахмаспа и провозгласил шахом его восьмимесячного сына Аббаса III.
По инициативе Надира в 1732 году был заключён договор с Россией, согласно которому она немедленно вернула Персии Мазандеран и Гилян (Россия пошла на это, так как всё равно не установила там фактического контроля, а уже назревала новая война с Османской империей). В 1733 году Надир несколько месяцев держал в осаде Багдад, в 1734 совершил первый успешный поход в Дагестан, а к 1735 году очистил от турок Закавказье. В 1735 году в связи с началом очередной русско-турецкой войны между Персией и Россией был заключён союзный договор, после чего Персии были возвращены Дербент и прикаспийская часть Ширвана; тогда же Надир совершил второй поход в Дагестан против поддерживавших турок местных владетелей.

## Итоги и последствия
Османская империя не могла вести войну на два фронта, и в конце 1735 года начала сепаратные мирные переговоры с Надиром. В результате переговоров в 1736 году был подписан мирный договор, по которому восстанавливалась ирано-османская граница 1722 года.